# 马志武
马志武（1957年4月—），回族，安徽安庆人，中华人民共和国官员。中国国民党革命委员会成员。

## 生平
1976年1月参加工作。1977年考入南京工学院（今东南大学）建筑系，1981年毕业。后研究生毕业于重庆建筑工程学院建筑系。在江西工业大学（后改为南昌大学）任教，后来成为南昌大学建筑工程学院建筑系主任，直到2000年。1994年，马志武加入中国国民党革命委员会。
2000年，马志武调任江西省建设厅副厅长兼移民建镇办公室主任。2002年，民革江西省委举行换届选举，马志武当选民革江西省委副主委。在担任江西省建设厅副厅长期间，马志武分管区域与城市规划、建设工程造价与标准定额、风景名胜区管理、建筑节能、建设科技工作。2001年、2002年，马志武分管的移民建镇工程先后获建设部颁发的“中国人居环境范例奖”、联合国人居署颁发的“2002年迪拜国际改善居住环境良好范奖”。任内，他领导了三清山申报世界遗产工作，担任江西省三清山申遗工作领导小组办公室主任，2005年该工作启动，2008年成功申报。
2008年8月1日，马志武出任江西省交通厅厅长。他是江西省自1963年以来首位担任江西省政府组成部门正职的党外干部。2009年，江西省交通厅更名为江西省交通运输厅，马志武仍任厅长。2013年2月，马志武不再担任江西省交通运输厅厅长、江西省高速公路投资集团有限责任公司董事长职务。
2013年3月，当选第十二届全国人大常委会委员。